# Мейфлауър
„Мейфлауър“ (на английски: Mayflower, буквално: „Майско цвете“) е платноходен кораб, известен с това, че е използван от група английски заселници в Северна Америка, наричани „пилигримите“, през 1620 г. за плаването им от Саутхемптън, Англия до втората успешна английска колония отвъд Атлантика – Плимут – в земи, впоследствие част от щата Масачузетс. Пътуването е вдъхновено от първата успешна английска колония в Новия свят – Джеймстаун, през 1607 г.  На борда на кораба има 102 пътници и около 25 – 30 души екипаж. Корабът отплава от Англия на 6 септември/16 септември (нов стил) 1620 година и на 11 ноември/21 ноември акостира близо до нос Кейп Код в Нова Англия. Успехът на експедицията с „Мейфлауър“ популяризира в Северна Европа идеята, че колонизацията на Америка е възможна, което я прави важен елемент от историята на САЩ и основополагащ мотив на американската култура.